# نادي ليفرينغ
نادي ليفيرينغ لكرة القدم (بالألمانية: Football Club Liefering GmbH) هو ناد كرة قدم نمساوي يلعب في دوري الدرجة الثانية النمساوي. منذ 2012 يعتير النادي الفريق الرديف لنادي ريد بل سالزبورغ.